# Maurice Starr
Maurice Starr, född 1953 i DeLand, Florida, USA, är en amerikansk musiker, låtskrivare och producent. Starr har bland annat arbetat med New Kids on the Block, New Edition och Tiffany.